# Tribu Camilia
La tribu Camilia est l’une des trente-et-une tribus rustiques de la Rome antique et aurait occupé la région de Tibur.